# Quimiogenómica
Quimiogenómica, o química genómica, es el screening sistemático y masivo de quimiotecas de pequeñas moléculas con familias de dianas terapéuticas (receptores acoplados a proteínas G, receptores nucleares, cinasas, peptidasas, ...) con el objetivo de identificar nuevos fármacos y dianas terapéuticas.